# Cámara de Representantes de Australia
La Cámara de Representantes (en inglés: House of Representatives) es la cámara baja del Parlamento de Australia. Su composición y poderes se establecen en la Constitución de Australia. Los miembros representan a las divisiones electorales según la población.
La Cámara tiene un mandato máximo de tres años a partir de la fecha de la primera sesión, pero en una sola ocasión desde la creación se ha alcanzado el término máximo. La cámara casi siempre se disuelve anticipadamente. Las elecciones para los miembros se llevan a cabo generalmente junto con las del Senado. A un miembro de la Cámara se lo llama "Miembro del Parlamento" ("MP" o "Miembro"). El gobierno de turno, debe lograr y mantener la confianza de la Cámara para permanecer en el poder.
Consta de 151 miembros, el número de miembros no es fijo, puede variar con los cambios de límites de las redistribuciones electoral, que se requieren de forma regular. El aumento general más reciente fue en las elecciones de 1984, aumentó de 125 a 148 miembros. Se redujo a 147 en las elecciones de 1993, volvió a 148 en las elecciones de 1996, aumentó a 150 en las elecciones de 2001, y actualmente se sitúa en 151 a partir de las elecciones de 2019.
Cada miembro es elegido mediante votación de segunda vuelta instantánea de preferencia total de distritos electorales de un solo miembro conocidos como divisiones electorales (y comúnmente denominados "electorados" o "escaños"). Esto se puso en marcha después de las elecciones parciales de Swan de 1918, que los laboristas ganaron inesperadamente con la mayor votación en las primarias, sin embargo con la ayuda de la división de votos en los partidos conservadores. El Nacionalista goberno en la época de cambió al sistema de Escrutinio mayoritario uninominal, efectivo desde la elección de 1919.

## Historia

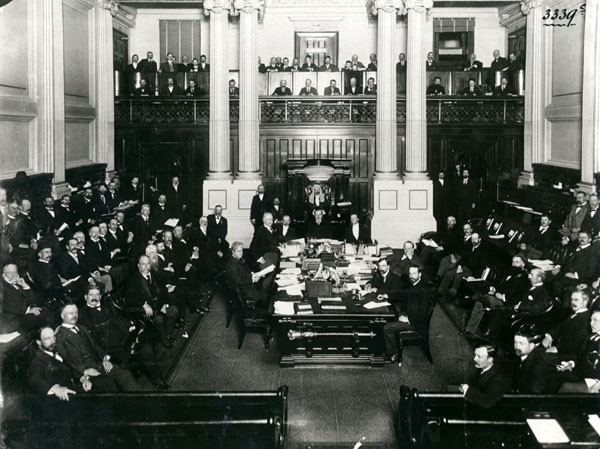
La Cámara de Representantes de Australia en 1901

La Ley de la Constitución de Australia de 1900 estableció la Cámara de Representantes como parte del nuevo sistema de gobierno de Australia. La Cámara está dirigida por el presidente. Los miembros de la Cámara se eligen entre distritos geográficos de un solo miembro. El número de escaños es determinado por el número de votantes. La votación se realiza mediante el sistema conocido como votación de segunda vuelta instantánea. Se requiere una asignación completa de preferencias para que una votación se considere formal. Esto permite calcular el voto preferido de dos partidos.
Según la Sección 24 de la Constitución, cada estado tiene derecho a miembros en la cámara según su población determinada a partir de las últimas estadísticas, estas estadísticas surgen del último censo. Hasta su derogación por el referéndum de 1967, la sección 127 de la constitución prohibía la inclusión de pueblos aborígenes, esto fue descrito como racismo integrado en la constitucional, y se propusieron modificaciones para prevenir la discriminación legítima basada en la raza.
El derecho parlamentario de cada estado o territorio lo establece la Comisión Electoral, su función es mantener un equilibrio constante de las dos Cámaras. Según la Constitución, todos los estados tienen garantizados al menos cinco miembros. El propio Parlamento definió que el Territorio de la Capital Australiana y Territorio del Norte deben tener al menos un miembro cada uno.
Según la Constitución, los poderes de ambas Cámaras del Parlamento son casi iguales, siendo necesario el consentimiento de ambas Cámaras para aprobar los proyectos de ley. La diferencia se relaciona principalmente con la función fiscal.
El líder del partido o coalición, con una mayoría de miembros en la Cámara es designado primer ministro, quien luego puede designar a otros miembros electos del partido de gobierno tanto en la Cámara como en el Senado como ministros responsables de varias carteras y administrar departamentos gubernamentales. Solo el partido con mayoría en la cámara baja puede gobernar. En el actual sistema de partidos australiano, esto asegura que prácticamente todos los votos contenciosos se realicen en líneas partidarias, y el gobierno generalmente tiene una mayoría en esos votos.
El papel principal del partido de la oposición en la Cámara es presentar argumentos contra las políticas y la legislación del gobierno cuando corresponda, y tratar de hacer que el gobierno rinda cuentas tanto como sea posible haciendo preguntas de importancia durante el turno de preguntas y durante los debates sobre la legislación.

## Sistema electoral

Papeleta de votación de la Cámara de Representantes de 2016 utilizada en la División de Higgins

La cámara baja del Parlamento, está formada por electorados de un solo miembro con una población de aproximadamente el mismo tamaño. Como es la convención en el sistema de Westminster, el partido o coalición de partidos que tiene la mayoría en esta Cámara forma el Gobierno y el líder de ese partido o coalición se convierte en primer ministro. Si el gobierno pierde la confianza de la Cámara, se espera que convoquen nuevas elecciones o renuncie.
El Parlamento puede determinar el número de miembros de la Cámara de Representantes, pero la Constitución establece que este número debe ser "en la medida de lo posible, el doble del número de senadores"; este requisito se denomina comúnmente " cláusula nexo". Por lo tanto, la Cámara consta actualmente de 151 miembros. A cada estado se le asignan escaños según su población; sin embargo, cada estado original, independientemente de su tamaño, tiene garantizados al menos cinco asientos. La Constitución no garantiza la representación de los territorios. El Parlamento concedió un escaño al Territorio del Norte en 1922 y al Territorio de la Capital Australiana en 1948; estos representantes territoriales, sin embargo, sólo tenían derechos de voto limitados hasta 1968. Se redistribuyen o redistribuyen los límites de los electorados federales cada vez que se ajusta el número de escaños de un estado o territorio, si los electorados no suelen coincidir con el tamaño de la población o si han pasado siete años desde la redistribución más reciente.
De 1901 a 1949, la Cámara constaba de 74 o 75 miembros (el Senado tenía 36). Entre 1949 y 1984, tuvo entre 121 y 127 miembros (el Senado tenía 60 hasta 1975, cuando aumentó a 64). En 1977, el Tribunal Superior ordenó que el tamaño de la Cámara se redujera de 127 a 124 miembros para cumplir con la disposición del nexo. En 1984, se ampliaron tanto el Senado como la Cámara; desde entonces la Cámara ha tenido entre 148 y 151 miembros (el Senado tiene 76).
La votación de primer lugar se utilizó para elegir a los miembros de la Cámara de Representantes hasta que en 1918 el gobierno del Partido Nacionalista, un predecesor del actual Partido Liberal de Australia, cambió el sistema de votación de la cámara baja a votación de segunda vuelta instantánea, que en Australia se conoce como voto preferencial completo, a partir de la elección posterior de 1919. Este sistema se ha mantenido en su lugar desde entonces, permitiendo que los de la Coalición partes en forma segura impugnar la mismos asientos. El voto preferencial de preferencia completa reeligió al gobierno de Bob Hawke en las elecciones de 1990, la primera vez en la historia federal que los laboristas obtuvieron un beneficio neto del voto preferencial.

## Comités
Los comités parlamentarios de la Cámara de Representantes de Australia son grupos de miembros del Parlamento, designados para llevar a cabo determinadas tareas específicas. Están integrados por miembros gubernamentales y no gubernamentales y tienen poderes considerables para realizar trabajos en nombre del Parlamento.

### Comités permanentes
Según el Reglamento de la Cámara, los comités permanentes se nombran durante cada periodo parlamentario. Actualmente hay 17 comités permanentes:
- Agricultura y recursos hídricos
- Apropiaciones y administración
- Comunicaciones y artes
- Ciencias económicas
- Empleo, educación y formación
- Medio Ambiente y Energía
- Salud, cuidado de ancianos y deporte
- Asuntos Indígenas
- Industria, Innovación, Ciencia y Recursos
- Infraestructura, Transporte y Ciudades
- Peticiones
- Privilegios e intereses de los miembros
- Procedimiento
- Publicaciones
- Selección
- Política social y asuntos legales
- Impuestos e ingresos

### Comités selectos
Los comités selectos se nombran cuando surge la necesidad para un propósito específico y tienen un periodo limitado.

### Comités conjuntos
Los comités conjuntos son establecidos por ambas Cámaras del parlamento australiano e incluyen tanto a miembros de la cámara de representantes como a senadores. Actualmente hay 21 comités conjuntos:
- Comisión Australiana para la Integridad de la Aplicación de la Ley
- Difusión de actuaciones parlamentarias
- Corporaciones y Servicios Financieros
- Asuntos electorales
- Relaciones Exteriores, Defensa y Comercio
- Procuramiento del Gobierno
- Derechos humanos
- Investigaciones sobre derechos humanos
- Inteligencia y seguridad
- Cumplimiento de la ley
- Migración
- Red Nacional de Banda Ancha
- Capital Nacional y Territorios Exteriores
- Régimen nacional de seguro de discapacidad
- Australia del Norte
- Biblioteca parlamentaria
- Auditoría y Cuentas Públicas
- Trabajos públicos
- Publicaciones
- Crecimiento del comercio y la inversión
- Tratados